# کایالا، آنگولا
کایالا (به انگلیسی: Caála (Kaala, Kahala, Robert Williams, Vila Robert Williams)) شهری در استان هوامبو واقع در کشور آنگولا است که در سال ۲۰۰۹ میلادی ۴۱٬۱۸۱ نفر جمعیت داشته است.